# Rezo
Резо є німецьким ютубером, відеоблогером та лідером думки, котрий в 2019 році ініціює палкі політичні дебати в своєму відео " Die Zerstörung der CDU ". У ньому він різко критикує тодішню правлячу велику коаліцію в Німеччині, особливо коаліційну партію ХДС . Вважається, що відео істотно вплинуло на результати виборів до Європарламенту у Німеччині 2019 року .
Він публікує вміст своїх витворів на своїх двох каналах YouTube і керується «ALL IN — Artist Management». Раніше був членом мережі Influencer Tube One, яка продається Ströer Digital .

## Життєпис
Резо виріс у родині пастора. Місцем свого проживання він називає Аахен. За його власною інформацією, він вивчав інформатику в Технічному університеті Дортмунда і закінчив його у 2016 році, отримавши ступінь магістра наук . З 14 років протягом півторьох років до здобуття свого ступеня магістра, грав у різних колективах. Має гарні навички гри на гітарі. Відмінною рисою діяча є його волосся блакитного кольору.

## Діяльність в Інтернеті
18 травня 2019 року, за тиждень до виборів до Європарламенту 2019 року, Резо опублікував на своєму другому YouTube-каналоі Rezo ja lol ey відео з назвою " Die Zerstörung der CDU ", що буквально означає "Знищення ХДС ", в якому він заявив, що основні політичні позиції, особливо партій ХДС / ХСС та СДПН, руйнують "наше життя та наше майбутнє ". У власному 55-хвилинному відео, що містить список з 247 посилань та цитат наукової літератури, діяч звинувачує урядовий консервативний альянс у низці нестійких політичних рішень, таких як бездіяльність у політиці глобального потепління, «політиці для багатих», війні та цензурі в Інтернеті. Він безпосередньо застеріг від голосування за правий популістський AfD, оскільки вони «лише погіршать світ». Наприкінці він заявив: «Ви завжди говорите, що молоді люди повинні бути політичними, але в цьому випадку вам доведеться з ними ж і боротися, оскільки вони вважають, що ваш політичний курс — лайно». Його відео стало вірусним, за перші одинадцять днів набрало понад 13 мільйонів переглядів і викликало широкі соціальні дискусії. 24 травня 2019 року, за два дні до голосування, Резо приєднався до трихвилинного подальшого відео під назвою «Заява 90+ ютуберів» в якому 90 відомих влогерів, долучалися до заяв, які пролунали в його першому відео. Вони попросили виборців не підтримувати блок Ангели Меркель або СДПН через їхню політику глобального потепління .
Після виборів лідер наступниці ХДС Меркель Аннегрет Крамп-Карренбауер заявила, що хоче «регулювати» висловлення політичної думки у виборчих кампаніях. Ця заява була зустрінута бурхливою політичною реакцією. Віце-президент Бундестагу Клаудія Рот заявила: «Протягом багатьох років Союз (ХДС / ХСС) говорив, що популістсько-правий дискурс, є мінливим у своїх поняттях, іноді навіть національно-праву агітацію не варто критикувати занадто жорстко». Відразу після висловлення влогером критики: «[Крамп-Карренбауер] раптом піднімає тему доцільності обмеження свободи вираження поглядів у передвиборчій кампанії. Можна лише сподіватися, що це пов'язано з її почуттям безпомічності, а не дійсними політичними переконаннями». Незважаючи на зворотну реакцію, Крамп-Карренбауер включила пункт «асиметрична агітація» до порядку денного засідання керівництва її партії 2 липня 2019 року.
Після розстрілу синагоги в Галле в 2019 році Резо вийшов у Twitter, з критикою міністра внутрішніх справ Німеччини Горста Зеехофера за пропозицію посилити нагляд за ігровим співтовариством країни. Резо звинуватив Зеехофера та ХСС у некомпетентному керівництві.
У 2019 році Резо виграв цифрову премію Goldene Kamera як спеціальний приз від журі.